# Terrarossa
Terrarossa is een plaats (frazione) in de Italiaanse gemeente Licciana Nardi.